# 环蕃
环蕃是由一个或多个芳环和一条或多条碳链或仅为一个键组成的环外有环的多环烃型有机化合物。

## 分类
- 芳蕃（Arylophane）
  - 环蕃（Cyclophane）：芳环为苯
  - 萘蕃（Naphthalenophane）：芳环为萘
- 其他蕃

## 命名
详见蕃命名法。
- 例一：
  - 结构：，命名：[4]对环蕃

- 例二：
  - 结构：，命名：[2·2](1,4,1',4')二环蕃

- 例三：
  - 结构：，命名：[3·3](2,7)萘(1',4')环蕃

- 例四：
  - 结构：，命名：[2·0](7,1,7',1')二萘蕃